# Eysus
Eysus [ɛizys] est une commune française, située dans le département des Pyrénées-Atlantiques en région Nouvelle-Aquitaine.
Le gentilé est Eysusien.

## Géographie

### Localisation
La commune d'Eysus se trouve dans le département des Pyrénées-Atlantiques, en région Nouvelle-Aquitaine.
Elle se situe à 40 km par la route de Pau, préfecture du département, et à 7,2 km d'Oloron-Sainte-Marie, sous-préfecture.
Les communes les plus proches sont : 
Gurmençon (2,0 km), Asasp-Arros (2,8 km), Lurbe-Saint-Christau (3,2 km), Agnos (3,7 km), Bidos (4,6 km), Herrère (5,1 km), Précilhon (6,3 km), Oloron-Sainte-Marie (6,3 km).
Sur le plan historique et culturel, Eysus fait partie de la province du Béarn, qui fut également un État et qui présente une unité historique et culturelle à laquelle s’oppose une diversité frappante de paysages au relief tourmenté.

### Communes limitrophes
Les communes limitrophes sont Asasp-Arros, Gurmençon, Lurbe-Saint-Christau et Oloron-Sainte-Marie.
| Gurmençon            |       |                     |
| Asasp-Arros          | Eysus | Oloron-Sainte-Marie |
| Lurbe-Saint-Christau |       |                     |

### Accès, routes et chemins
La commune est desservie par la D 238 reliant le village à Lurbe-Saint-Christau au sud et Oloron-Sainte-Marie, via Soeix, au nord, ainsi que par la D 638 reliant le village à Lurbe-Saint-Christau (Saint-Christau plus exactement). Le centre de la commune est traversé par la D 435. La D 338, vers le sud-ouest, amène au lieu-dit Borne 12 se situant dans le bois du Baget (appartenant à Oloron-Sainte-Marie, croisement avec la D 938 qui amène à Lurbe-Saint-Christau, en allant vers l'ouest, et Arudy vers l'est mais aussi vers le nord à Oloron-Sainte-Marie, via Serre Soeix (haut de Soeix).
La commune est aussi traversée par le GR 653 qui, via Serre Soeix (haut de Soeix, Oloron-Sainte-Marie) longe la D 638, passe devant l'école municipale, la mairie, le fronton, et longe ensuite en partie la D 435, puis la D 638 en partie aussi pour relier Lurbe-Saint-Christau (Saint-Christau plus exactement).
Autrefois utilisé, le pont du chemin de fer, fermé depuis 2002, permettait de traverser le gave d'Aspe et relier à pied uniquement, le village de Gurmençon au nord-ouest.

### Hydrographie
La commune est drainée par le gave d'Aspe, l'Ourtau, un bras du gave d'Aspe, le ruisseau l'arrigouli, et par divers petits cours d'eau, constituant un réseau hydrographique de 10 km de longueur totale,.
Le gave d'Aspe, d'une longueur totale de 58,1 km, prend sa source dans le cirque d'Aspe, au pied du Mont Aspe (2 643 m), en Espagne, et s'écoule du sud vers le nord. Il traverse la commune et se jette dans le gave d'Oloron à Oloron-Sainte-Marie, après avoir traversé 17 communes.
L'Ourtau, d'une longueur totale de 12,8 km, prend sa source dans la commune d'Oloron-Sainte-Marie et s'écoule du sud-est vers le nord-ouest. Il traverse la commune et se jette dans le gave d'Aspe à Eysus, après avoir traversé 3 communes.

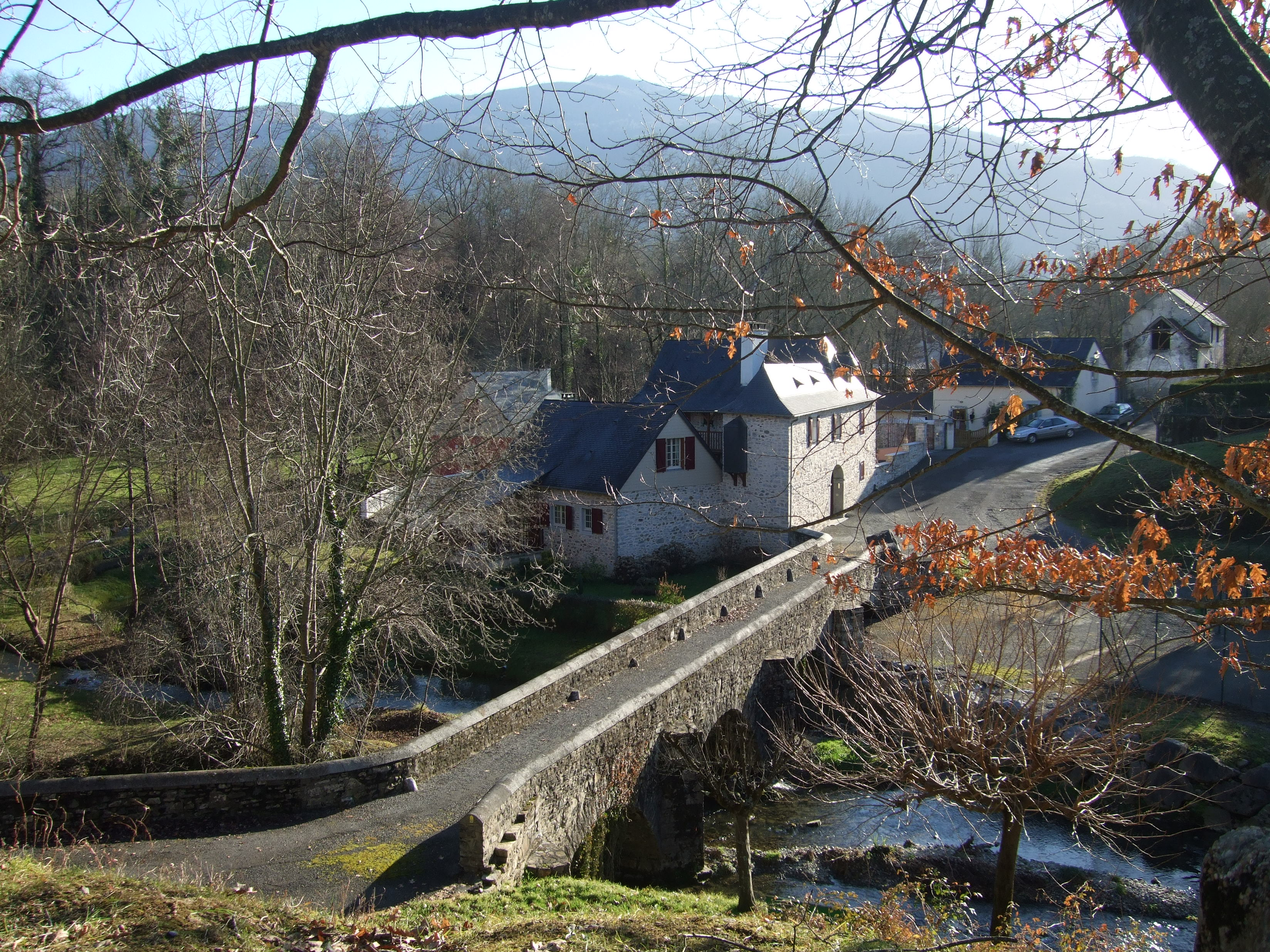
Le pont au-dessus de l'Ourtau au centre du village.
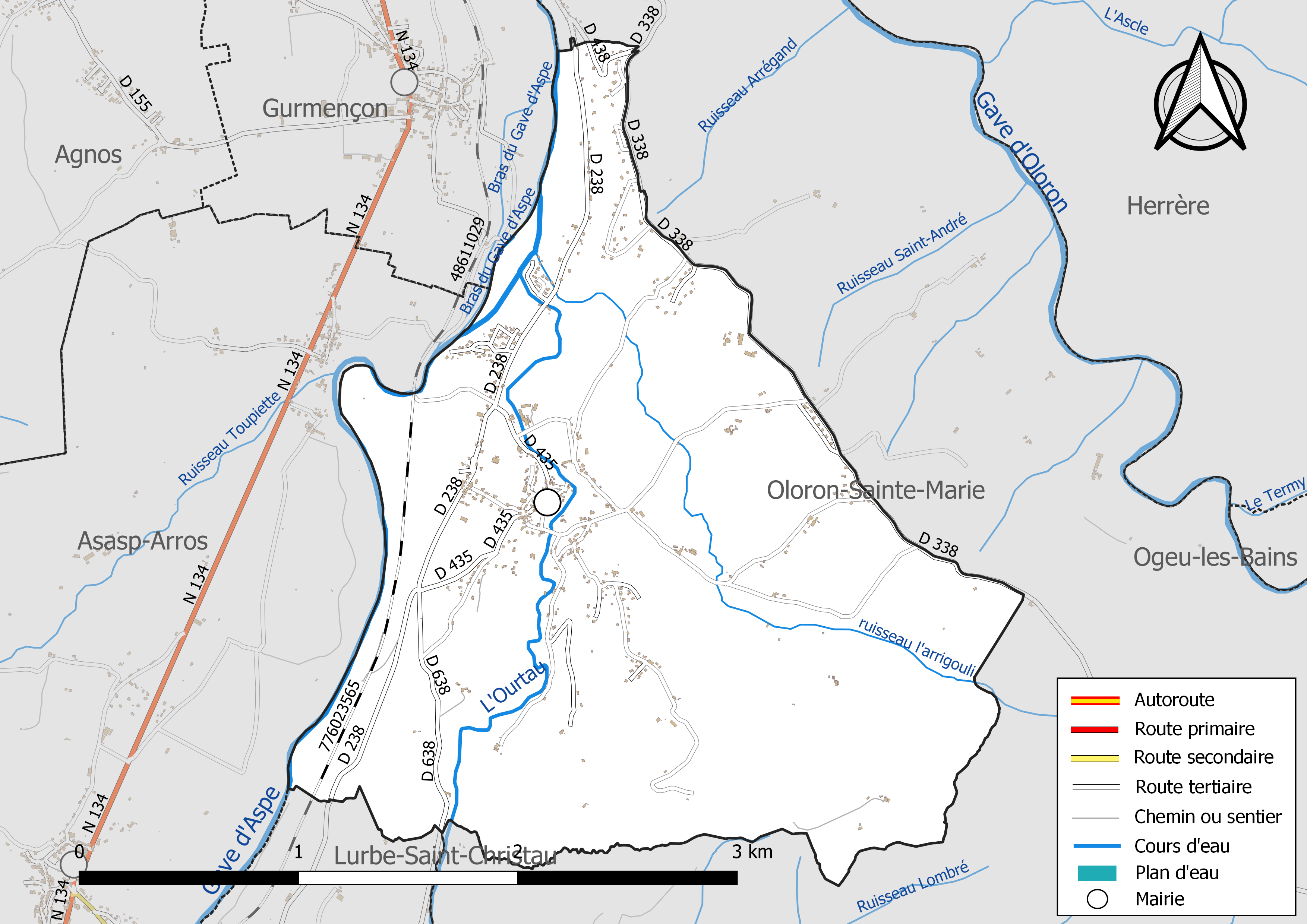
Réseaux hydrographique et routier d'Eysus

### Climat
Pour des articles plus généraux, voir Climat de la Nouvelle-Aquitaine et Climat des Pyrénées-Atlantiques.
Historiquement, la commune est exposée à un climat de montagne.  
En 2020, Météo-France publie une typologie des climats de la France métropolitaine dans laquelle la commune est toujours exposée à un climat de montagne et est dans la région climatique Pyrénées atlantiques, caractérisée par une pluviométrie élevée (>1 200 mm/an) en toutes saisons, des hivers très doux (7,5 °C en plaine) et des vents faibles.
Pour la période 1971-2000, la température annuelle moyenne est de 12,9 °C, avec une amplitude thermique annuelle de 13,7 °C. Le cumul annuel moyen de précipitations est de 1 410 mm, avec 11,5 jours de précipitations en janvier et 9,9 jours en juillet. Pour la période 1991-2020, la température moyenne annuelle observée sur la station météorologique la plus proche, située sur la commune d'Oloron-Sainte-Marie à 6 km à vol d'oiseau, est de 13,1 °C et le cumul annuel moyen de précipitations est de 1 491,4 mm,. Pour l'avenir, les paramètres climatiques de la commune estimés pour 2050 selon différents scénarios d’émission de gaz à effet de serre sont consultables sur un site dédié publié par Météo-France en novembre 2022.

### Milieux naturels et biodiversité

#### Réseau Natura 2000
Le réseau Natura 2000 est un réseau écologique européen de sites naturels d'intérêt écologique élaboré à partir des Directives « Habitats » et « Oiseaux », constitué de zones spéciales de conservation (ZSC) et de zones de protection spéciale (ZPS).
Un site Natura 2000 a été défini sur la commune au titre de la « directive Habitats » : « le gave d'Aspe et le Lourdios (cours d'eau) », d'une superficie de 1 595 ha, un vaste réseau de torrents d'altitude et de cours d'eau de coteaux à très bonne qualité des eaux,.

#### Zones naturelles d'intérêt écologique, faunistique et floristique
L’inventaire des zones naturelles d'intérêt écologique, faunistique et floristique (ZNIEFF) a pour objectif de réaliser une couverture des zones les plus intéressantes sur le plan écologique, essentiellement dans la perspective d’améliorer la connaissance du patrimoine naturel national et de fournir aux différents décideurs un outil d’aide à la prise en compte de l’environnement dans l’aménagement du territoire.
Une ZNIEFF de type 1 est recensée sur la commune, : 
le « réseau hydrographique du gave d'Aspe et ses rives » (1 207,81 ha), couvrant 23 communes du département et deux ZNIEFF de type 2,, : 
- le « réseau hydrographique du gave d'Oloron et de ses affluents » (6 885,32 ha), couvrant 114 communes dont 2 dans les Landes et 112 dans les Pyrénées-Atlantiques[23] ;
- la « vallée d'Aspe » (54 924,87 ha), couvrant 22 communes du département[24].

## Urbanisme

### Typologie
Au 1er janvier 2024, Eysus est catégorisée commune rurale à habitat dispersé, selon la nouvelle grille communale de densité à sept niveaux définie par l'Insee en 2022.
Elle appartient à l'unité urbaine d'Oloron-Sainte-Marie, une agglomération intra-départementale regroupant neuf  communes, dont elle est une commune de la banlieue,,. Par ailleurs la commune fait partie de l'aire d'attraction d'Oloron-Sainte-Marie, dont elle est une commune de la couronne,. Cette aire, qui regroupe 44 communes, est catégorisée dans les aires de moins de 50 000 habitants,.

### Occupation des sols

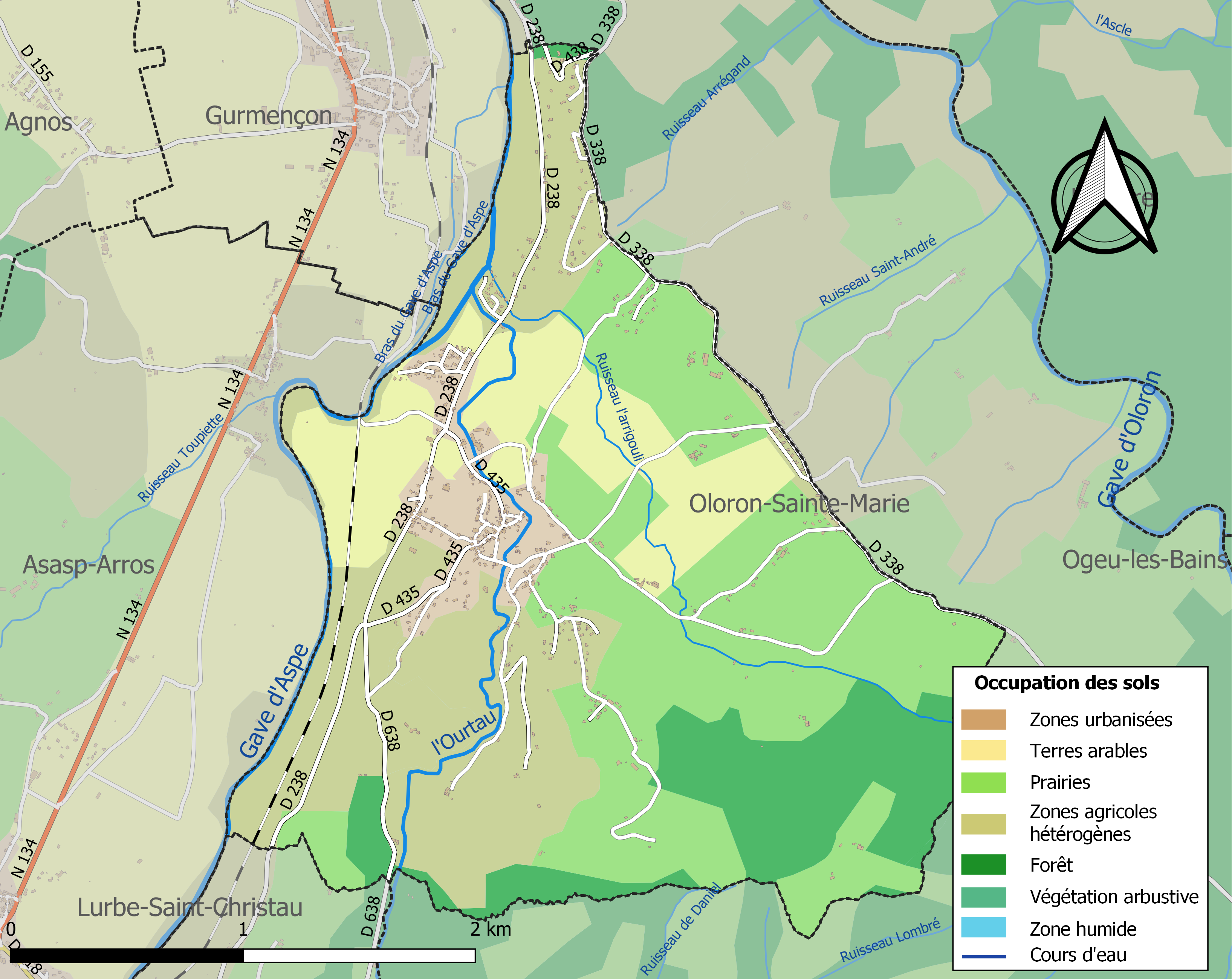
Carte des infrastructures et de l'occupation des sols de la commune en 2018 (CLC).

L'occupation des sols de la commune, telle qu'elle ressort de la base de données européenne d’occupation biophysique des sols Corine Land Cover (CLC), est marquée par l'importance des territoires agricoles (80 % en 2018), en diminution par rapport à 1990 (82,6 %). La répartition détaillée en 2018 est la suivante : 
prairies (35,1 %), zones agricoles hétérogènes (30,6 %), terres arables (14,3 %), forêts (13,6 %), zones urbanisées (6,4 %). L'évolution de l’occupation des sols de la commune et de ses infrastructures peut être observée sur les différentes représentations cartographiques du territoire : la carte de Cassini (XVIIIe siècle), la carte d'état-major (1820-1866) et les cartes ou photos aériennes de l'IGN pour la période actuelle (1950 à aujourd'hui).

### Lieux-dits et hameaux
- Bourdiu
- Camous
- Serre-Haute
- Soumsus
- Village

### Risques majeurs
Le territoire de la commune d'Eysus est vulnérable à différents aléas naturels : météorologiques (tempête, orage, neige, grand froid, canicule ou sécheresse), inondations, feux de forêts et séisme (sismicité moyenne). Un site publié par le BRGM permet d'évaluer simplement et rapidement les risques d'un bien localisé soit par son adresse soit par le numéro de sa parcelle.
Certaines parties du territoire communal sont susceptibles d’être affectées par le risque d’inondation par une crue torrentielle ou à montée rapide de cours d'eau, notamment le gave d'Aspe et l'Ourtau. La commune a été reconnue en état de catastrophe naturelle au titre des dommages causés par les inondations et coulées de boue survenues en 1982, 1988, 2008, 2009 et 2011,.
Eysus est exposée au risque de feu de forêt. En 2020, le premier plan de protection des forêts contre les incendies (PDPFCI) a été adopté pour la période 2020-2030. La réglementation des usages du feu à l’air libre et les obligations légales de débroussaillement dans le département des Pyrénées-Atlantiques font l'objet d'une consultation de public ouverte du 16 septembre au 7 octobre 2022,.

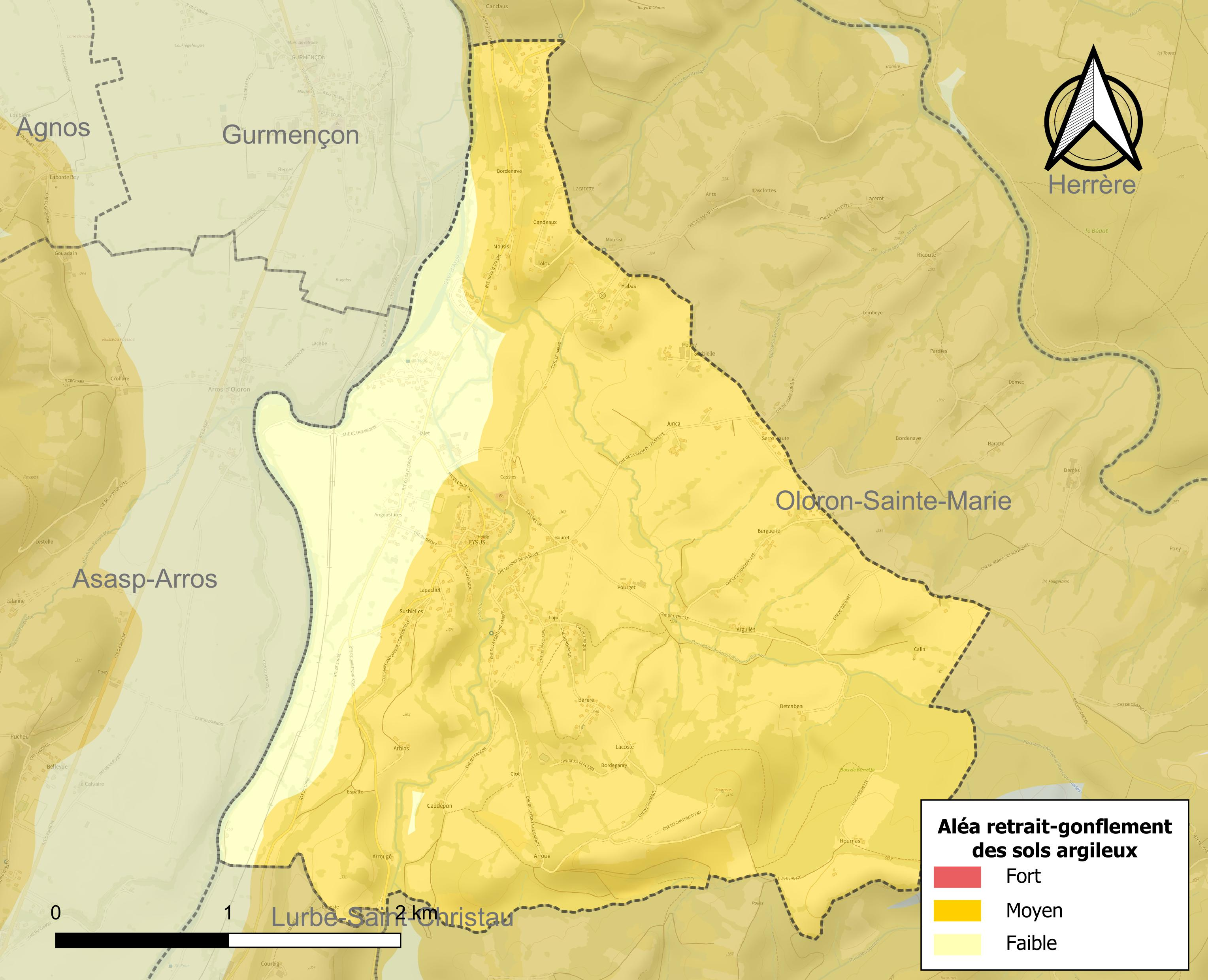
Carte des zones d'aléa retrait-gonflement des sols argileux d'Eysus.

Le retrait-gonflement des sols argileux est susceptible d'engendrer des dommages importants aux bâtiments en cas d’alternance de périodes de sécheresse et de pluie. 83,6 % de la superficie communale est en aléa moyen ou fort (59 % au niveau départemental et 48,5 % au niveau national). Depuis le 1er octobre 2020, en application de la loi ELAN, différentes contraintes s'imposent aux vendeurs, maîtres d'ouvrages ou constructeurs de biens situés dans une zone classée en aléa moyen ou fort,.

## Toponymie
Le toponyme Eysus apparaît sous les formes 
Villa quœ vocatur Isuici (1077, titres de l'abbaye de la Peña), 
Ezus (XIIIe siècle, for d'Oloron), 
Esus (1251, cartulaire d'Oloron), 
Eyssus, Eizus, Aisuus et Aïsus (respectivement 1538, 1544, 1589 et 1675, réformation de Béarn).
Son nom béarnais est Eisús ou Eysus.

## Histoire
Paul Raymond note qu'en 1385, Eysus dépendait du bailliage d'Oloron et comptait 24 feux.

## Politique et administration
| Période                                  | Période  | Identité       | Étiquette | Qualité |
| ---------------------------------------- | -------- | -------------- | --------- | ------- |
| 1968                                     | 1995     | Jean Calou     |           |         |
| 1995                                     | 2014     | Georges Sans   |           |         |
| 2014                                     | 2017     | Anne Voetzel   |           |         |
| 2017                                     | En cours | Marie Echepare |           |         |
| Les données manquantes sont à compléter. |          |                |           |         |

### Intercommunalité
La commune fait partie de trois structures intercommunales :
- la communauté de communes du Haut Béarn ;
- le syndicat de la source de la Colombe ;
- le syndicat de télévision d'Oloron - Vallée d'Aspe.

## Population et société

### Démographie
L'évolution du nombre d'habitants est connue à travers les recensements de la population effectués dans la commune depuis 1793. Pour les communes de moins de 10 000 habitants, une enquête de recensement portant sur toute la population est réalisée tous les cinq ans, les populations de référence des années intermédiaires étant quant à elles estimées par interpolation ou extrapolation. Pour la commune, le premier recensement exhaustif entrant dans le cadre du nouveau dispositif a été réalisé en 2004.

En 2022, la commune comptait 617 habitants, en évolution de −4,93 % par rapport à 2016 (Pyrénées-Atlantiques : +3,78 %, France hors Mayotte : +2,11 %).
| 1793 | 1800 | 1806 | 1821  | 1831 | 1836  | 1841 | 1846 | 1851 |
| ---- | ---- | ---- | ----- | ---- | ----- | ---- | ---- | ---- |
| 902  | 919  | 905  | 1 105 | 984  | 1 273 | 927  | 918  | 915  |

| 1856 | 1861 | 1866 | 1872 | 1876 | 1881 | 1886 | 1891 | 1896 |
| ---- | ---- | ---- | ---- | ---- | ---- | ---- | ---- | ---- |
| 822  | 750  | 752  | 710  | 673  | 666  | 672  | 590  | 540  |

| 1901 | 1906 | 1911 | 1921 | 1926 | 1931 | 1936 | 1946 | 1954 |
| ---- | ---- | ---- | ---- | ---- | ---- | ---- | ---- | ---- |
| 482  | 492  | 479  | 413  | 391  | 386  | 402  | 345  | 320  |

| 1962 | 1968 | 1975 | 1982 | 1990 | 1999 | 2004 | 2006 | 2009 |
| ---- | ---- | ---- | ---- | ---- | ---- | ---- | ---- | ---- |
| 358  | 347  | 483  | 572  | 562  | 612  | 617  | 663  | 697  |

| 2014 | 2019 | 2022 | - | - | - | - | - | - |
| ---- | ---- | ---- | - | - | - | - | - | - |
| 653  | 638  | 617  | - | - | - | - | - | - |

La commune fait partie de l'aire d'attraction d'Oloron-Sainte-Marie.

## Économie
L'activité est principalement agricole (polyculture, élevage, pâturages). La commune fait partie de la zone d'appellation de l'ossau-iraty.

## Culture locale et patrimoine

### Patrimoine religieux

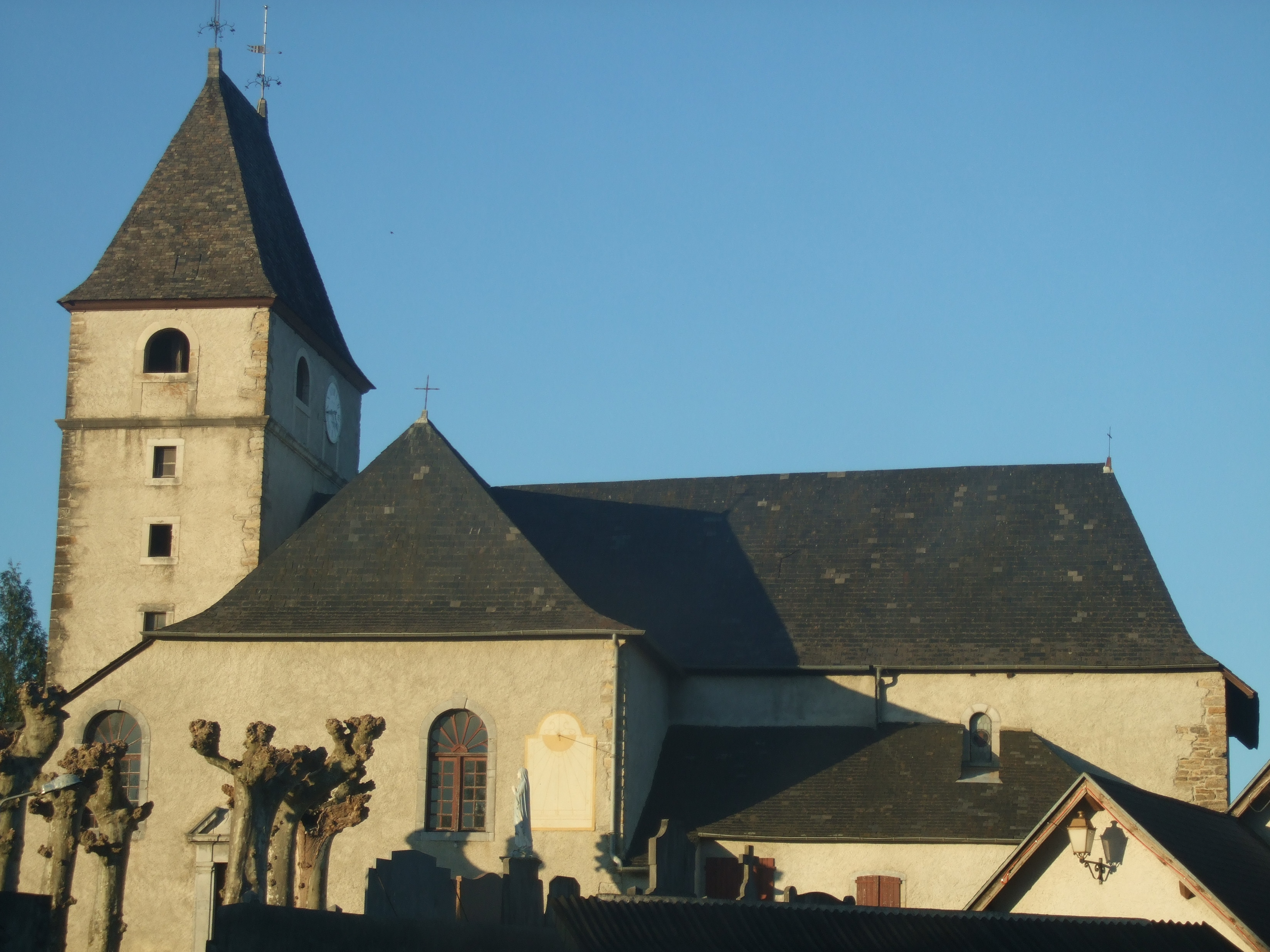
Église Saint Pierre - Eysus

L'église Saint-Pierre, d'origine romane, fut reconstruite aux XVIe et XVIIe siècles. À la fin des années 1950, le toit de l'église fut réparé grâce au soutien financier d'une communauté béarnaise de San Francisco, Los Angeles et Californie plus généralement.

## Équipements
La commune dispose d'une école primaire, d'un fronton couvert, d'un terrain de tennis et d'une salle des fêtes.

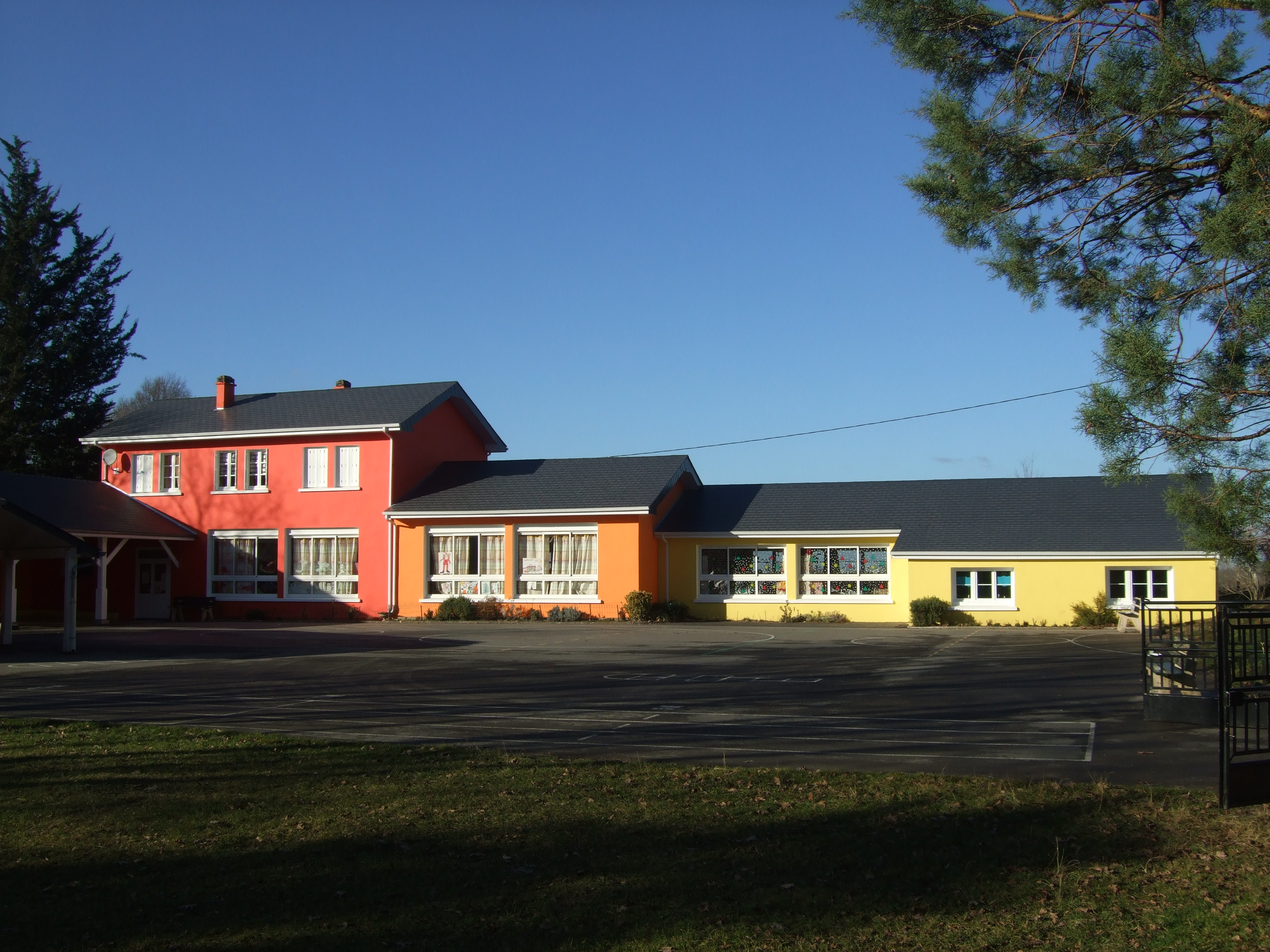
L'école primaire.

## Personnalités liées à la commune
- Jean-Baptiste Pierre Saurine est un ecclésiastique et un homme politique français, né le 10 mars 1733 à Eysus et décédé le 8 mai 1813 à Strasbourg (Bas-Rhin).
- Auguste-Guillaume Liurette, administrateur en chef des Colonies de 1re classe, né le 21 janvier 1863 à Eysus et décédé le 21 octobre 1945 à Garlin[52].